# Paulo Sousa
Paulo Manuel Carvalho Sousa (* 30. August 1970 in Viseu) ist ein ehemaliger portugiesischer Fußballspieler und derzeitiger -trainer von Shabab Al-Ahli.

## Spielerkarriere

### Verein

#### Benfica Lissabon
Paulo Sousa begann seine Karriere 1989 bei Benfica Lissabon. Zuvor hatte er die Jugendabteilungen des portugiesischen Vereins durchlaufen. Mit Benfica sammelte Sousa erste Titel. Auf die Meisterschaft 1991 folgte der Pokalsieg 1993. In Lissabon spielte er schon früh mit seinen langjährigen Nationalmannschaftskameraden wie Rui Costa, João Pinto und Paulo Futre zusammen. In der Spielzeit 1992/93 wurde er beim 3:2-Auswärtssieg gegen Boavista Porto, als Benfica bereits das Auswechselkontingent ausgeschöpft hatte und der Torwart des Feldes verwiesen wurde, als Torhüter eingesetzt.
Sousa spielte schon in jungen Jahren einen kontrollierten Fußball. Diese Spielweise lenkte die Aufmerksamkeit anderer Vereine auf ihn.

#### Sporting Lissabon
Im Sommer 1993 wechselte der defensive Mittelfeldspieler zum Stadtrivalen Sporting Lissabon. Dort spielte er mit Luís Figo zusammen. Einen Titel gewann er nicht und Sousa spielte nur eine Saison für Sporting.

#### Juventus Turin
Im Jahr 1994 wechselte er nach Italien zu Juventus Turin. In seiner ersten Saison gewann er mit Juventus die Meisterschaft. Wie schon bei Benfica und Sporting war Sousa auch hier eine spielbestimmende Schlüsselfigur im Team. Mit dem Sieg der Coppa Italia (italienischer Pokal) wurde das Double gewonnen. 1996 traf Juventus im Finale der UEFA Champions League auf Ajax Amsterdam. Nachdem es nach 90 Minuten und Verlängerung 1:1 gestanden hatte, gewannen die Italiener mit 4:2 im Elfmeterschießen. Sousa wurde in der 57. Minute durch Angelo Di Livio ersetzt.

#### Borussia Dortmund
Nach zwei Jahren in Turin unterzeichnete Sousa beim damaligen Deutschen Meister Borussia Dortmund. Unter Trainer Ottmar Hitzfeld wiederholte er seinen noch mit Juventus Turin erreichten Erfolg des Champions-League-Triumphs aus dem Vorjahr, diesmal mit dem BVB: Im Endspiel des größten europäischen Wettbewerbs war 1997 sein ehemaliger Arbeitgeber Juventus Turin der Gegner des BVB. Mit 3:1 setzte sich die Borussia durch. In diesem Finale, anders als noch ein Jahr zuvor mit Juve, stand Sousa die volle Spielzeit auf dem Feld.
Während seiner Dortmunder Zeit wurde er mehr und mehr von Verletzungen geplagt, insbesondere an der Patellasehne, die ihn immer wieder zurückwarfen. In seiner ersten Saison absolvierte er elf Spiele im Ligaspielbetrieb und in der zweiten 16. Durch andauernde Probleme entschied sich der Verein, den Defensiv-Spezialisten zu verkaufen.

#### Inter Mailand und AC Parma
Sousa wechselte in der Winterpause 1997/98 wieder nach Italien. Zunächst unterzeichnete er bei Inter Mailand, wo er aber nicht mehr an seine Leistungen der letzten Jahre anknüpfen konnte. Nach zwei Jahren bei Inter wechselte er in der Winterpause, im Januar 2000, und unterschrieb beim AC Parma. Dort versuchte Sousa nochmal einen Neuanfang, hatte aber meist die Rolle des Zuschauers inne und bestritt nur acht Partien.

#### Panathinaikos Athen
Nach nur sechs Monaten bei Parma zog er nach Griechenland, um bei Panathinaikos Athen Fußball zu spielen. Doch auch dort kam er nicht mehr über die Reservistenrolle hinaus.

#### Espanyol Barcelona
Eine letzte Chance, sich im europäischen Profifußball durchzusetzen, gab sich Sousa beim spanischen Erstligisten Espanyol Barcelona, als er in der Winterpause 2001/02 von Athen kam. Doch auch dort hatte er kaum Einsätze, und am Ende der Saison beendete er seine Karriere.

### Nationalmannschaft
Als Mitglied der U-20-Nationalmannschaft Portugals gewann er 1989 die Junioren-Weltmeisterschaft. Mit dem Gewinn dieser Weltmeisterschaft machten er und seine damaligen Mitspieler wie Vítor Baía und Luís Figo sich schnell einen Namen und der portugiesische Verband erhoffte sich erfolgreiche Zeiten im Männerbereich. Zu einem großen Titel dieser Goldenen Generation kam es jedoch nie.
Paulo Sousa spielte 51-mal für die portugiesische Fußballnationalmannschaft. Sein Debüt gab er am 16. Januar 1991 in einem Freundschaftsspiel gegen Spanien, das unentschieden endete. Außerdem spielte Sousa bei der Fußball-Europameisterschaft 1996 und war im Kader bei der EM 2000. Bei der Weltmeisterschaft 2002 war er zwar nominiert, blieb aber ohne Einsatz. Kurz danach trat er im Alter von 31 Jahren zurück. Sein letztes Spiel bestritt er in einem Freundschaftsspiel gegen China.
Siehe auch:
- Portugiesisches Aufgebot der Europameisterschaft 1996
- Portugiesisches Aufgebot der Europameisterschaft 2000
- Portugiesisches Aufgebot der Weltmeisterschaft 2002

## Trainerkarriere
Nach seinem Karriereende war Sousa als Jugendtrainer im portugiesischen Fußball tätig. Von Juli 2007 bis November 2008 war er Co-Trainer der portugiesischen Nationalmannschaft. Von November 2008 bis April 2009 war er Trainer des englischen Zweitligisten Queens Park Rangers. Von Juni 2009 bis Juli 2010 trainierte er Swansea City. Am 7. Juli 2010 schloss er sich dem Ligakonkurrenten Leicester City an. Nach einem schlechten Start in der Football League Championship 2010/11 wurde Sousa Ende September 2010 entlassen.
Ab Juli 2011 trainierte er den ungarischen Meister der Saison 2010/11, den Videoton FC aus Székesfehérvár. Sein Vertrag wurde auf seinen Wunsch hin zum Jahresanfang 2013 aufgelöst. Zur Saison 2013/14 trat Sousa die Nachfolge von Óscar García als Trainer bei Maccabi Tel Aviv an.
Zur Saison 2014/15 wechselte er zum FC Basel in die Schweizer Super League und folgte damit auf Murat Yakin, der zuvor zweimal hintereinander die Meisterschaft gewonnen hatte. Aufgrund Differenzen mit der Klubleitung über die zukünftige Ausrichtung des Vereins nach der Titelverteidigung und dem Erreichen des Achtelfinals der Champions League sowie des nationalen Cupfinals wurde der Dreijahresvertrag am 17. Juni 2015 in beiderseitigem Einvernehmen vorzeitig aufgelöst. Vier Tage später, am 21. Juni, wurde Sousa als Cheftrainer des italienischen Serie-A-Klubs AC Florenz verpflichtet, wo er einen Zweijahresvertrag unterschrieb. Der auslaufende Vertrag wurde nach dem Ende der Saison 2016/17 nicht verlängert.
2017 wurde er Cheftrainer beim chinesischen Klub Tianjin Quanjian. Nach der Saison 2018 endete seine Amtszeit, in der er unter anderem Anthony Modeste, Alexandre Pato und Axel Witsel trainiert hatte. Von März 2019 bis Juli 2020 war Sousa Cheftrainer von Girondins Bordeaux.
Ab Januar 2021 war er Trainer der polnischen Nationalmannschaft als Nachfolger von Jerzy Brzęczek. Bei der Fußball-Europameisterschaft 2021 konnte er den polnischen Kader nicht über die Gruppenphase hinaus führen. Im Dezember des Jahres erfolgte bereits wieder seine Entlassung. Direkt im Anschluss ging er für die Saison 2022 nach Brasilien, wo er den CR Flamengo übernahm. Nach dem neunten Spieltag der Série A 2022 am 9. Juni, wurde Sousa wieder entlassen. Der Klub stand zu dem Zeitpunkt auf dem 14. Tabellenplatz. In 32 Spielen gelangen ihm mit dem Team 19 Siege, sieben Unentschieden und sechs Niederlagen (59 zu 29 Tore).
Am 15. Februar 2023 wurde Sousa zum Cheftrainer der US Salernitana in der italienischen Serie A ernannt. Zusammen schafften sie den Klassenerhalt. Nachdem sich der Club zur Saison 2023/24 nach dem 8. Spieltag nur auf dem vorletzten Tabellenplatz befand, wurde Sousa von seinen Aufgaben als Cheftrainer entbunden und durch Filippo Inzaghi ersetzt.
Am 30. Juni 2024 wurde bekannt, dass Sousa als Trainer von Shabab Al-Ahli verpflichtet wurde.

## Erfolge
Als Spieler:
- Junioren-Weltmeister: 1989
- Portugiesischer Meister mit Benfica Lissabon: 1990/91
- Portugiesischer Pokalsieger mit Benfica Lissabon: 1992/93
- Italienischer Meister mit Juventus Turin: 1994/95
- Coppa-Italia-Sieger mit Juventus Turin: 1994/95
- UEFA-Champions-League-Sieger mit Juventus Turin: 1995/96
- Italienischer Supercupsieger mit Juventus Turin: 1995
- UEFA-Champions-League-Sieger mit Borussia Dortmund: 1996/97
- Weltpokalsieger mit Borussia Dortmund 1997

Als Trainer:
- Ligakupa-Sieger (Ungarn) mit Videoton FC: 2011/12
- Szuperkupa-Sieger (Ungarn) mit Videoton FC: 2011, 2012
- Israelischer Meister mit Maccabi Tel Aviv: 2013/14
- Schweizer Meister mit dem FC Basel: 2014/15